# Borj Khīl
Borj Khīl (persiska: با وجخيل, Bā Ūjkhīl, برج خيل) är en ort i Iran.   Den ligger i provinsen Mazandaran, i den norra delen av landet, 110 km norr om huvudstaden Teheran. Borj Khīl ligger 4 meter över havet och antalet invånare är 301.
Terrängen runt Borj Khīl är varierad. Runt Borj Khīl är det ganska tätbefolkat, med 108 invånare per kvadratkilometer. Närmaste större samhälle är Motel Qū, 7,6 km öster om Borj Khīl. I omgivningarna runt Borj Khīl växer i huvudsak blandskog.